# 中村安次郎

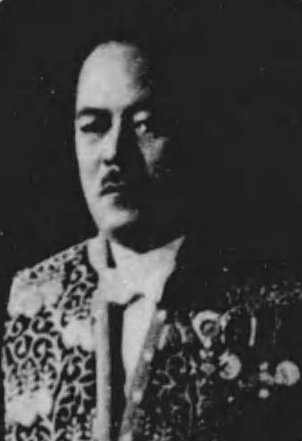
中村安次郎

中村 安次郎（なかむら やすじろう、1889年〈明治22年〉5月23日 - 1939年〈昭和14年〉8月27日）は、日本の内務・警察官僚。官選県知事。

## 経歴
東京府東京市小石川区竹早町（現・東京都文京区小石川）出身。中村清一の三男として生まれた。第一高等学校を卒業。1915年10月、文官高等試験行政科試験に合格。1916年、東京帝国大学法科大学法律学科を卒業。三井銀行を経て内務省に入省し京都府属となる。
以後、京都府警視、同理事官、内務省警保局事務官、石川県書記官・警察部長、新潟県書記官・警察部長、秋田県書記官・内務部長、高知県書記官・内務部長、茨城県書記官・内務部長、京都府書記官・総務部長などを歴任。
1936年4月、鹿児島県知事に就任。農林省獣疫調査所の誘致、牝馬育成所の設置に尽力し、屋久島の電源開発調査に着手した。1938年6月、新潟県知事に転任したが、在任中に病のため死去した。

## 栄典
- 1933年（昭和8年）9月4日 - 勲六等瑞宝章[1]
- 1936年（昭和11年）
  - 5月15日 - 正五位[1]
  - 6月13日 - 勲五等瑞宝章[1]
  - 12月7日 - 勲四等瑞宝章[1]
- 1938年（昭和13年）11月5日 - 勲三等瑞宝章[1]
- 1939年（昭和14年）
  - 6月1日 - 従四位[1]
  - 8月27日 - 正四位[1]

## 伝記
- 故中村安次郎君追想録編纂会編『中村安次郎君追想録』1941年。